# Nicolau III dalle Carceri
Nicolau III dalle Carceri (+1383) fou duc de Naxos, fill de Fiorenza Sanudo i el seu primer marit Joan dalle Carceri. Va succeir a la seva mare quan va morir el 1371, sota regència del seu padrastre Nicolau II Sanudo. Com a senyor de dos terços d'Eubea va residir en aquesta illa i a la mort del seu padrastre el 1374 va designar a Januli Gozzadini, senyor d'Anaphe com a regent a Naxos. Va planejar la conquesta de tota l'illa d'Eubea amb l'ajut de la Companyia Navarresa (1380) però no ho va aconseguir. Els forts impostos establerts va provocar ressentiment i fou assassinat (a Nicosia o a Naxos) el 1383 amb la complicitat de Francesc I Crispo que immediatament va acceptar ser el successor.